# Prizma (folyóirat)
A Prizma egy magyarországi filmművészeti folyóirat.

## Története
A Prizma folyóirat 2009-ben indult. Negyedévente megjelenő, tematikus lapszámai különböző filmművészeti témákat (műfajok, rendezői portrék stb.) dolgoztak fel.

## A szerkesztőség tagjai
- Farkas Gábor, Jankovics Márton, Kele Fodor Ákos, Kovács Kata, Lichter Péter, Megyeri Dániel, Orosz Anna Ida, Pálos Máté, Roboz Gábor, Sepsi László, Szabó Noémi, Tüske Zsuzsanna

## Lapszámok
1. David Cronenberg
2. Magyar műfaji film
3. Erotika és pornográfia
4. Jim Jarmusch
5. A gyerekfilm félelmetes világa
6. Skandináv film
7. Trash film
8. Tévésorozatok
9. Batman
10. Amerikai függetlenfilm
11. Underground USA
12. Az idő
13. Hajdu Szabolcs
14. Forgatókönyv

## Prizma Könyvek
2013-tól kezdődően jelennek meg a Prizma Könyvek. A sorozat kötetei:
1. Pápai Zsolt, Varga Balázs (szerk.): Korszakalkotók – Kortárs amerikai filmrendezők, Tudással a Jövőért Közhasznú Alapítvány, 2013
2. Lichter Péter: A láthatatlan birodalom – Írások a kísérleti filmről, Tudással a Jövőért Közhasznú Alapítvány, 2016
3. (szerk.) Árva Márton: Kino latino: latin-amerikai filmrendezőportrék, Tudással a Jövőért Közhasznú Alapítvány, 2020